# Bergse Diepsluis
De Bergse Diepsluis (ook wel Bergsediepsluis) is de schutsluis in de Oesterdam in de gemeente Tholen in de Nederlandse provincie Zeeland. De sluis verbindt het Zoommeer met de Oosterschelde / Tholense Gat, en is geschikt voor vaartuigen van CEMT-klasse 0. Het ontstaan van de sluis is een gevolg van de aanleg van de Oesterdam. In de dam was een schutsluis voor de scheepvaart nodig.
De sluis is 37 meter lang, en 6,5 meter breed. Aan de Oosterscheldekant is de drempeldiepte −4 meter NAP, aan de Zoommeerkant is dat −2,5 m meerpeil. Schutbeperking is er bij waterstanden groter dan +2,5 m en minder dan −2,4 m NAP. De sluis wordt 24/7 bediend.
Aan de oostkant van de sluis ligt een basculebrug naast de sluis met een doorvaarthoogte van 6,3 m ten opzichte van het meerpeil. De doorvaartbreedte voor de brug is 6,55 m. Bediening van de sluis en de brug wordt op afstand gedaan vanuit de Nautische Centrale Neeltje Jans. Wanneer het windkracht 7 Beaufort of meer is, wordt de brug niet bediend.